# Liste der Kulturdenkmäler in Wettlingen
In der Liste der Kulturdenkmäler in Wettlingen sind alle Kulturdenkmäler der rheinland-pfälzischen Ortsgemeinde Wettlingen aufgeführt. Grundlage ist die Denkmalliste des Landes Rheinland-Pfalz (Stand: 27. Juni 2023).

## Denkmalzonen
| Bezeichnung          | Lage                            | Baujahr                 | Beschreibung | Bild            |
| -------------------- | ------------------------------- | ----------------------- | --- | --------------- |
| Denkmalzone Ortskern | Dorfstraße 7, 8, 9, 12, 14 Lage | 19. und 20. Jahrhundert | Gruppe von Hofanlagen zu beiden Seiten der zur Prüm führenden Straße aus dem 19. und 20. Jahrhundert, mit Spolien aus dem 18. Jahrhundert, und der Kirche samt Friedhof | Fotos hochladen |

## Einzeldenkmäler
| Bezeichnung                         | Lage                      | Baujahr | Beschreibung | Bild                           |
| ----------------------------------- | ------------------------- | ------- | --- | ------------------------------ |
| Brücke                              | Dorfstraße Lage           |         | Brücke über die Prüm; dreibogiger Kalksteinquaderbau, nach Kriegszerstörung 1944/45 wiederhergestellt                           | Fotos hochladen                |
| Portal                              | Dorfstraße, an Nr. 6 Lage | 1906    | Portal, bezeichnet 1906, Neurenaissance-Türblatt                                                                                | BW                             |
| Katholische Filialkirche St. Agathe | Dorfstraße 8 Lage         | 1758    | hausartiger Saalbau mit Dachreiter, bezeichnet 1758; mit Ausstattung; im Giebel Kreuz, bezeichnet 1621 und 1786                 | weitere Bilder Fotos hochladen |
| Hofanlage                           | Dorfstraße 9 Lage         | 1786    | Hofanlage; Wohnhaus mit Kniestock, bezeichnet 1786, Schuppen bezeichnet 1713                                                    | Fotos hochladen                |
| Hofanlage                           | Dorfstraße 12 Lage        | 1790    | Dreiseithof; fünfachsiges Wohnhaus, bezeichnet 1790, Wirtschaftsteil teilweise wenig jünger, teilweise nach 1918, später erhöht | Fotos hochladen                |
| Hofanlage                           | Dorfstraße 14 Lage        | um 1800 | Winkelhof; Wohnhaus, um 1800, später erweitert, Ökonomietrakt jünger                                                            | Fotos hochladen                |
| Wegekreuz                           | westlich des Ortes Lage   | 1746    | Wegekreuz, bezeichnet 1746 | Fotos hochladen                |